# Frontières de la Birmanie
 (octobre 2023).
Si vous disposez d'ouvrages ou d'articles de référence ou si vous connaissez des sites web de qualité traitant du thème abordé ici, merci de compléter l'article en donnant les références utiles à sa vérifiabilité et en les liant à la section « Notes et références ».

Carte de Birmanie (en clair), mettant en évidence ses frontières terrestres avec les pays voisins.

Cet article recense les frontières internationales de la Birmanie.

## Généralités
La Birmanie possède des frontières terrestres avec cinq pays : Bangladesh à l'ouest, Inde au nord-ouest, Chine au nord-est, Laos et Thaïlande à l'est. Au total, le pays compte 5 876 km de frontières. Globalement, elles traversent des régions très montagneuses (Arakan, Hengduam, Tenasserim, etc.) mais sont également délimitées par plusieurs cours d'eau (Kaladan, Kraburi, Mékong, Naf, Salouen, etc.)
Le pays possède également trois frontières maritimes dans le golfe du Bengale et la mer d'Andaman : avec le Bangladesh à l'ouest d'une part, et avec l'Inde et la Thaïlande au sud d'autre part. Entre les deux, la Birmanie a accès à la haute mer.

## Récapitulatif

### Frontières
| Pays       | Longueur terrestre (km) | Longueur maritime (km) | Subdivisions frontalières birmanes   | Subdivisions frontalières voisines                                                                       |
| ---------- | ----------------------- | ---------------------- | ------------------------------------ | --- |
| Bangladesh | 193                     |                        | Chin, Rakhine                        | Chittagong                                                                                               |
| Chine      | 2 185                   | 0                      | Kachin, Shan                         | Tibet, Yunnan                                                                                            |
| Inde       | 1 463                   |                        | Chin, Kachin, Sagaing                | Arunachal Pradesh, Manipur, Mizoram, Nagaland                                                            |
| Laos       | 235                     | 0                      | Shan                                 | Bokeo, Luang Namtha                                                                                      |
| Thaïlande  | 1 800                   |                        | Karen, Kayah, Môn, Shan, Tanintharyi | Chiang Mai, Chiang Rai, Chumphon, Kanchanaburi, Mae Hong Son, Phetburi, Prachuap Khiri Khan, Ranong, Tak |

### Tripoints
| Pays               | Localisation | Coordonnées                   |
| ------------------ | --- | ----------------------------- |
| Bangladesh et Inde | Tin Matha | 21° 58′ 35″ N, 92° 36′ 30″ E  |
| Chine et Inde      | Près du col de Diphu (en) dans les monts Hengduan ; le tracé de la frontière avec l'Inde — et la localisation du tripoint — est cependant contesté par la Chine. | 28° 12′ 40″ N, 97° 21′ 05″ E  |
| Chine et Laos      | Mékong | 21° 33′ 55″ N, 101° 09′ 25″ E |
| Inde et Thaïlande  | Mer d'Andaman | 9° 38′ 00″ N, 95° 35′ 25″ E   |
| Laos et Thaïlande  | Mékong | 20° 21′ 15″ N, 100° 05′ 00″ E |